# Прапор Калинівки
Пра́пор Кали́нівки затверджений рішенням Калинівської міської ради.

## Опис
Квадратне полотнище поділене дугоподібно з верхнього древкового до нижнього правого кута лазуровою смугою на червоне і зелене поля. На верхній частині жовте сонце, на нижній біла розщеплена стріла та чотири жовті восмипроменеві зірки навскіс над нею.
Лазурова смуга означає ріку Жердь.
Комп'ютерна графіка — В. М. Напиткін.